# Opius cuzcoensis
Opius cuzcoensis är en stekelart som beskrevs av Fischer 1968. Opius cuzcoensis ingår i släktet Opius och familjen bracksteklar. Inga underarter finns listade i Catalogue of Life.